# Jan Verner
Jan Verner (ur. 3 marca 1951 w Mladej Boleslav) – czechosłowacki żużlowiec, występujący również na długim torze, na trawie i na lodzie.

## Życiorys

### Kariera sportowa
Wielokrotny finalista indywidualnych mistrzostw Czechosłowacji, w tym trzykrotny brązowy medalista tych rozgrywek (1976, 1977, 1978). Oprócz tego, m.in. dwukrotny złoty medalista drużynowych mistrzostw Czechosłowacji (1981, 1983), złoty medalista mistrzostw Czechosłowacji par klubowych (1977) oraz brązowy medalista indywidualnych mistrzostw Czechosłowacji na długim torze (1980). Srebrny medalista drużynowych mistrzostw Wielkiej Brytanii (1982).
Wielokrotny reprezentant Czechosłowacji na arenie międzynarodowej. Dwukrotny finalista drużynowych mistrzostw świata (Wrocław 1977 – brązowy medal, Landshut 1978 – IV miejsce). Dwukrotny finalista mistrzostw świata par (Manchester 1977 – IV miejsce, Chorzów 1981 – IV miejsce). Dwukrotny finalista indywidualnych mistrzostw świata (Göteborg 1977 – XV miejsce, Londyn 1978 – XII miejsce). Trzykrotny finalista indywidualnych mistrzostw Europy na długim torze (Mariańskie Łaźnie 1976 – jako rezerwowy, Aalborg 1977 – XIV miejsce, Mühldorf 1978 – XIII miejsce). 
W lidze brytyjskiej reprezentant klubów: Exeter Falcons (1978–1979), Swindon Robins (1980, 1982) oraz Cradley Heath Heathens (1982).

### Życie prywatne
Brat Václava Vernera, bratanek Miloslava Vernera i wujek Filipa Šitery, również żużlowców.